# Qasr Al-Mshatta
Qasr Mshatta (arabsko: قصر المشتى, 'zimska palača') je ruševina zimske palače Omajadov, ki jo je verjetno naročil kalif Valid II. med svojim kratkim vladanjem (743-744). Ruševine ležijo približno 30 km južno od Amana v Jordaniji, severno od mednarodnega letališča Queen Alia in so del niza gradov, palač in karavanserajev, ki jih v Jordaniji poznajo kot Puščavski gradovi. Čeprav je veliko ruševin še vedno mogoče najti in situ, je bila najbolj presenetljiva značilnost palače, njena fasada, odstranjena in je na ogled v Pergamonskem muzeju v Berlinu. Kompleks ni bil nikoli dokončan.

## Arhitektura
Razvaline Qasr Mushatta sestavljajo kvadratni ograjen prostor, obdan z zunanjo steno, ki ima 25 stolpov. Notranji prostor je razdeljen na tri enake vzdolžne pasove, od katerih je bil do neke mere dokončan le osrednji. Ta osrednji pas vsebuje tri glavne elemente: na južni strani je tisto, kar je K. A. C. Creswell poimenoval Vhodni blok, sledi veliko osrednje dvorišče, ki vodi proti severu do krila sprejemne dvorane. Vhodni blok predstavlja le temelje več prostorov, ki so simetrično razporejeni okoli majhnega dvorišča. Med sobami je majhna mošeja, prepoznavna po konkavnem mihrabu na njeni južni steni, ki je obrnjena proti Meki.
Veliko osrednje dvorišče je imelo v središču pravokoten ribnik. Krilo sprejemne dvorane, ki ga je Creswell imenoval glavna zgradba, postavljeno na sredino severnega dela ograjenega prostora, je bil edini v celoti zgrajen del palače. Sestavljena je iz dvorane v obliki bazilike (obokana dvorana s tremi hodniki, ločenimi s stebri), ki vodi do prestolno sobo. Ta je imela obliko tetrakonča (trojni ivan), osrednja školjka, ki je nekoč vsebovala prestol, je bila pokrita z opečno kupolo. Stranske sobe krila sprejemne dvorane so bile združene v štiri stanovanjske apartmaje, imenovane v arabščini buyut, banjasto obokanih in prezračevanih skozi skrite zračne kanale.
Najbolj znan element Mshatte je izrezljan friz, ki je krasil del južne fasade na obeh straneh vhodnih vrat. Omeniti velja, da friz ni krasil celotne fasade, ampak le njeno srednjo tretjino, ki je ustrezala enemu pasu kompleksa, ki je bil očitno rezerviran za kalifa in edinega, ki je bil skoraj dokončan. Friz je za znanstvenike zelo pomemben zaradi svoje prvotne kombinacije klasičnih in sasanidskih dekorativnih elementov, zato je zgoden primer sinteze vzhod-zahod, ki je privedel do razvoja islamske umetnosti. Medtem ko je bil večji del okrašenega dela fasade odstranjen, je preostalo strukturo še vedno mogoče obiskati in situ, čeprav je ostalo malo tistega, kar so bile verjetno nekoč razkošne dekorativne sheme.

## Zgodovina
V Siriji in Jordaniji obstaja več gradov in palač, ki izvirajo iz obdobja Omajadov, tako imenovanih puščavskih gradov. Qasr Al-Mshatta je eden izmed boljših primerov. Zdi se, da so imeli številne vloge, verjetno tudi politični in vojaški nadzor nad lokalnim območjem ter služili užitku v obliki lova.
Leta 1964 so na Mshatti našli opeko z napisom, ki ga je napisal Sulaiman ibn Kaisan. Znano je, da je Kaisan živel med letoma 730 in 750, kar še dodatno dokazuje teorijo, da je gradnjo naročil kalif Al-Valid II. Njegova je bila prva od štirih kratkih vladavin kalifov med letoma 743 in 750, po kateri je na oblast prišla rodbina Abasidov in prestolnico preselila iz Damaska, blizu palače, v Bagdad. Če dela že ne bi opustili, je na tej točki nedvomno bilo.
- Zadnja stran, 2008
- Del zunanje stene s stolpi